# Nationalliga B (Baseball)
Die Nationalliga B ist die zweithöchste Spielklasse  nach der NLA im schweizerischen Baseball.
Die NLB besteht in der Saison 2013 aus sieben Mannschaften. Ab der Saison 2014 wird die Liga auf acht Mannschaften aufgestockt. Aktuell sind 10 Mannschaften dabei.
In der Saison 2013 spielten folgende Mannschaften: Jona Bandits, Bern Cardinals, Therwil Flyers, Sissach Frogs, Hünenberg Unicorns, Zürich Challengers und die Zürich Barracudas.

## Mannschaften
In der Saison 2020 spielen folgende Mannschaften in der NLB:
| Team                  | Feld                 | Saison 2020 (Regular Season) |
| --------------------- | -------------------- | ---------------------------- |
| Zürich Lions          | Zürich Heerenschürli |                              |
| Zürich Barracudas II  | Zürich Heerenschürli |                              |
| Sissach Frogs         | Sissach Tannenbrunn  |                              |
| Therwil Flyers        | Therwil Känelmatt    |                              |
| Wil Pirates II        | Wil Lindenhof        |                              |
| Zürich Challengers II | Zürich Heerenschürli |                              |
| Lausanne Indians      | Lusanne              |                              |
| Hünenberg Unicorns    | Hünenberg            |                              |
| Luzern Eagles II      | Luzern               |                              |
| Embrach Mustangs      | Embrach              |                              |

## Modus
Regular Season: 24 Spiele, verteilt auf 12 Spieltage. Dabei spielen die Teams jeweils zwei Doubleheader gegen alle anderen Teams.
Auf die Regular Season folgen die Playoffs. Hierfür qualifizieren sich die vier Mannschaften mit den besten Records.
Die Playoffs werden im best-of-3 gespielt. Der Erste spielt gegen den Vierten und der Zweite gegen den Dritten. Die beiden Sieger spielen im Final um den Meistertitel.
Der NLB-Meister kann gegen den Letzten der NLA um den Aufstieg spielen (best-of-3). In Ausnahmen kann das Aufstiegsrecht bis zum Viertplatzierten weitergegeben werden.
Auf die Saison 2014 wird die NLB auf acht Mannschaften aufgestockt. Aus diesem Grund steigt der 1. Liga-Meister direkt auf und der Zweitplatzierte spielt im best-of-3 gegen den Letzten der NLB eine Auf-/Abstiegsrunde.

## Swiss Baseball & Softball Federation (SBSF)
Seit 1980 wird in der Schweiz professionell Baseball gespielt. Am 11. November fand im luzernischen Reussbühl zwischen den Lucerne White Sox und den Zürich Challengers das erste Baseballspiel hier zu Lande statt. Schon im Jahr darauf gründeten die Exponenten der beiden Vereine zusammen mit den Flyers aus Basel und Ceresio einen nationalen Verband, heute Swiss Baseball & Softball Federation (SBSF).
1982 wurde erstmals eine Schweizer Meisterschaft ausgetragen mit den Challengers als erstem Meister. Nach und nach wurden immer mehr Vereine gegründet, welche grösstenteils auch an der Schweizer Meisterschaft teilnehmen. Neben der Nationalliga A, die acht Teams umfasst, der Nationalliga B und der 1. Liga werden auch Meisterschaften in verschiedenen Altersklassen im Nachwuchsbereich durchgeführt. Eine Softballmeisterschaft gibt es seit 1987. Derzeit sind bei der SBSF knapp 1’000 aktive Spielerinnen und Spieler lizenziert.
Regelmässig reisen Nationalteams sowie Clubmannschaften an Europameisterschaften oder Europacupturniere. Seit dem Umbau der Sportanlage Heerenschürli in Zürich-Schwamendingen im Jahr 2009 steht dem Schweizer Baseball ein modernes Stadion zur Verfügung, das den internationalen Regeln entspricht und als nationales Leistungszentrum dient und einen Meilenstein in der Geschichte des Schweizer Baseballs darstellt. Zugleich ist es auch das Heimstadion der vier Zürcher Stadtvereine Barracudas, Challengers, Eighters und Lions.